# Кухмистер
Кухми́стер, кухми́стр, кухме́йстер (нем. Küchenmeister — повар) — должность при дворах многих европейских монархов, главный придворный повар, учёный повар, готовящий обеды по заказу, содержатель стола, гостинник. Кухми́стерша — жена кухмистера, или содержательница стола.
По-латыни должность называлась первоначально magister coquinae, затем praefectus culinae.

## В России
В России должность известна с 1507 года. Название «кихмистръ» якобы заимствовано в XVI веке через польский kuchmistrz или непосредственно из немецкого Küchenmeister (немецкая слобода). В эпоху Петра I существовал придворный чин кухен мейстра.

## В Западной Европе
В Западной Европе уже при дворе франкских королей существовала высшая придворная должность: Сенешаль (Seneschalk, Dapifer, Truchsess) — собственно кухмейстер.

## В Польше и Великом княжестве Литовском
В Польше кухмистр являлся должностным лицом, заведовавшим королевским столом и управлявшим остальным кухонным персоналом. Должность известна с 1365 года при дворе Казимира III. Несмотря на название, сам кухмистр непосредственно приготовлением еды не занимался. В торжественных случаях кухмистр должен был стоять подле короля и по требованию отвечать о качестве и вкусе подаваемых блюд. Должность кухмистра ценилась высоко из-за приближённости к личности монарха. Кроме короля кухмистров имели и королевы, а иногда и королевичи (например, Владислав IV).
Должность кухмистра существовала и в Великом княжестве Литовском, известная здесь с конца XIV века. В 1569 году она была ликвидирована, но вновь восстановлена в 1576 году. Несмотря на правление одного монарха, в Королевстве Польском и Великом княжестве Литовском существовали различные должности кухмистра, первый назывался кухмистром коронным, второй — литовским. Первыми известным кухмистром коронным (praefectus culinae regni) был Николай Плаза, отвечавший за королевский стол Сигизмунда III.
Кроме монархов имели кухмистров и магнаты, однако при их дворах они занимались сугубо приготовлением пищи, то есть выполняли функции главных поваров.
К XVII веку должность кухмистра стала дигнитарской, то есть почётной, занимавшее её лицо не входило в состав Сената. Номинально кухмистру подчинялись стольник, подстолий, крайчий, чашник, подчаший и пивничий.